# 1.º Ejército (Alemania)
El 1.º Ejército (en alemán: 1. Armee) fue un ejército de campo en la II Guerra Mundial.

## Crónica de combate

### 1939
El 1.º Ejército fue activado el 26 de agosto de 1939, en el Wehrkreis XII con el General Erwin von Witzleben al mando. Su misión principal era tomar posiciones defensivas y guardar las defensas occidentales (Muro Occidental) de Alemania contra fuerzas Aliadas a lo largo de la Línea Maginot durante el ataque a Polonia, haciéndolo el principal combatiente alemán durante la efímera Ofensiva del Sarre francesa.

### 1940
Durante la campaña occidental perteneció al Grupo de Ejércitos C e inicialmente permaneció pasivo en la Línea Maginot. El 1.º Ejército continuó su asignación defensiva en la frontera francesa hasta junio de 1940, cuando la batalla de Francia había virado decisivamente a favor de Alemania.
Empezando el 14 de junio de 1940, el 1.º Ejército empezó la penetración de la Línea Maginot, abriéndose paso a través de las defensas francesas, empezó a concentrar sus fuerzas en el sector fronterizo al sur de Saarbrücken. Otra penetración fue conducida al norte de Wörth am Main el 19 de junio. Empezando el 21 de junio hasta el 24 de junio, el 1.º Ejército participó en la aniquilación de los restos de las fuerzas francesas en las regiones de Mosela y los Vosgos.
Después del fin de la campaña occidental, el ejército permaneció en Francia. Aseguró la línea de demarcación y después la costa Atlántica (Muro del Atlántico) en el suroeste de Francia hasta mayo de 1942, cuando fueron trasladados a Normandía.

### 1944
Después de la capitulación francesa, el 1.º Ejército pasó hasta mediados de 1944 protegiendo la costa Atlántica  de Francia de una posible incursión marítima. Tras los exitosos desembarcos de Normandía Aliados en junio de 1944, el 1.º Ejército fue empujado hacia la frontera occidental del Reich alemán y reorganizado en Lorena después de una apresurada retirada con el resto de fuerzas alemanas a través de Francia, en agosto de 1944. Durante las batallas junto a la frontera alemana, el Primer Ejército intentó impedir que el Tercer Ejército de EE.UU. cruzara el río Mosela y tomara Metz mientras también intentó mantener el norte de los montes Vosgos contra el Séptimo Ejército de EE.UU.
En noviembre de 1944, ambas líneas defensivas fueron superadas y el Primer Ejército se retiró a la frontera alemana y defendió el Sarre de Alemania, una importante región industrial.

### 1945
Con el Tercer Ejército de EE. UU. comprometido en el norte contra la Ofensiva alemana de las Ardenas, el 1.º Ejército atacó al Séptimo Ejército de EE.UU. el día de año nuevo de 1945 en la Operación Nordwind, lo que hizo que los americanos cedieran terreno e infligieron bajas significativas donde las líneas del Séptimo Ejército tuvieron que estirarse por la longitud del frente que tenían que cubrir. Con el fracaso de Nordwind a finales de enero, el 1.º Ejército fue primero empujado a la Línea Sigfrido y después forzado a retirarse a través del río Rin. Entre el 15 y el 24 de marzo de 1945, durante la Operación Undertone el 7.º Ejército de EE.UU. en un amplio frente rodeó al 1.º Ejército cerca de Kaiserslautern. Sin embargo, cuando los Aliados perforaron las fortificaciones alemanas, fueron obligados a retirarse. Después, el Primer Ejército hizo una retirada ordenada hacia el río Danubio, y después a Munich. El 6 de mayo de 1945, cerca de los Alpes, el 1.º Ejército se rindió a las fuerzas aliadas.

## Comandantes
| N.º | Retrato | Comandante                                                  | Desde                   | Hasta                   |
| --- | ------- | ----------------------------------------------------------- | ----------------------- | ----------------------- |
| 1   |         | Generaloberst Erwin von Witzleben (1881-1944)               | 26 de agosto de 1939    | 23 de octubre de 1940   |
| 2   |         | Generaloberst Johannes Blaskowitz (1883-1948)               | 24 de octubre de 1940   | 2 de mayo de 1944       |
| 3   |         | General der Panzertruppe Joachim Lemelsen (1888-1954)       | 3 de mayo de 1944       | 3 de junio de 1944      |
| 4   |         | General der Infanterie Kurt von der Chevallerie (1891-1945) | 4 de junio de 1944      | 5 de septiembre de 1944 |
| 5   |         | General der Panzertruppe Otto von Knobelsdorff (1886-1966)  | 6 de septiembre de 1944 | 29 de noviembre de 1944 |
| 6   |         | General der Infanterie Kurt von Tippelskirch (1891-1957)    | 30 de octubre de 1944   | 11 de noviembre de 1944 |
| 7   |         | General der Infanterie Hans von Obstfelder (1886-1976)      | 30 de noviembre de 1944 | 2 de febrero de 1945    |
| 8   |         | General der Infanterie Hermann Foertsch (1895-1961)         | 28 de febrero de 1945   | 4 de mayo de 1945       |
| 9   |         | General der Kavallerie Rudolf Koch-Erpach (1886-1971)       | 6 de mayo de 1945       | 8 de mayo de 1945       |

## Jefes de Estado Mayor
- Generalmajor Friedrich Mieth (26 de mayo de 1939 - 5 de febrero de 1940)
- Generalmajor Carl Hilpert (5 de febrero de 1940 - 25 de octubre de 1940)
- Oberst Edgar Röhricht (25 de octubre de 1940 - 16 de junio de 1942; promovido a Generalmajor 1 de febrero de 1942)
- Generalmajor Anton-Reichard von Mauchenheim genannt Bechtolsheim (16 de junio de 1942 - 1 de agosto de 1943)
- Oberst Gerhard Feyerabend (1 de agosto de 1943 - 10 de septiembre de 1944; promovido a Generalmajor 1 de febrero de 1944)
- Oberst Willi Mantey (10 de septiembre de 1944 - 7 de diciembre de 1944)
- Oberst Walter Reinhard (7 de diciembre de 1944 - 20 de abril de 1945)
- Generalmajor Wolf Rüdiger Hauser (20 de febrero de 1945 - 8 de mayo de 1945)

## Organización

### Asignación a unidades superiores
- 26 de agosto de 1939 Grupo de Ejércitos C
- 27 de octubre de 1940 Grupo de Ejércitos D
- 13 de mayo de 1944 Grupo de Ejércitos G
- 12 de agosto de 1944 Grupo de Ejércitos B
- 8 de septiembre de 1944 Grupo de Ejércitos G

### Orden de batalla
| Unidades subordinadas | Unidades subordinadas                           |
| --------------------- | ----------------------------------------------- |
| 1939                  |                                                 |
| 9 de septiembre       | IX Cuerpo XXIV Cuerpo XII Cuerpo                |
| 1940                  |                                                 |
| 10 de mayo            | XII Cuerpo XXIV Cuerpo XXX Cuerpo XXXVII Cuerpo |